# Miscela di spezie

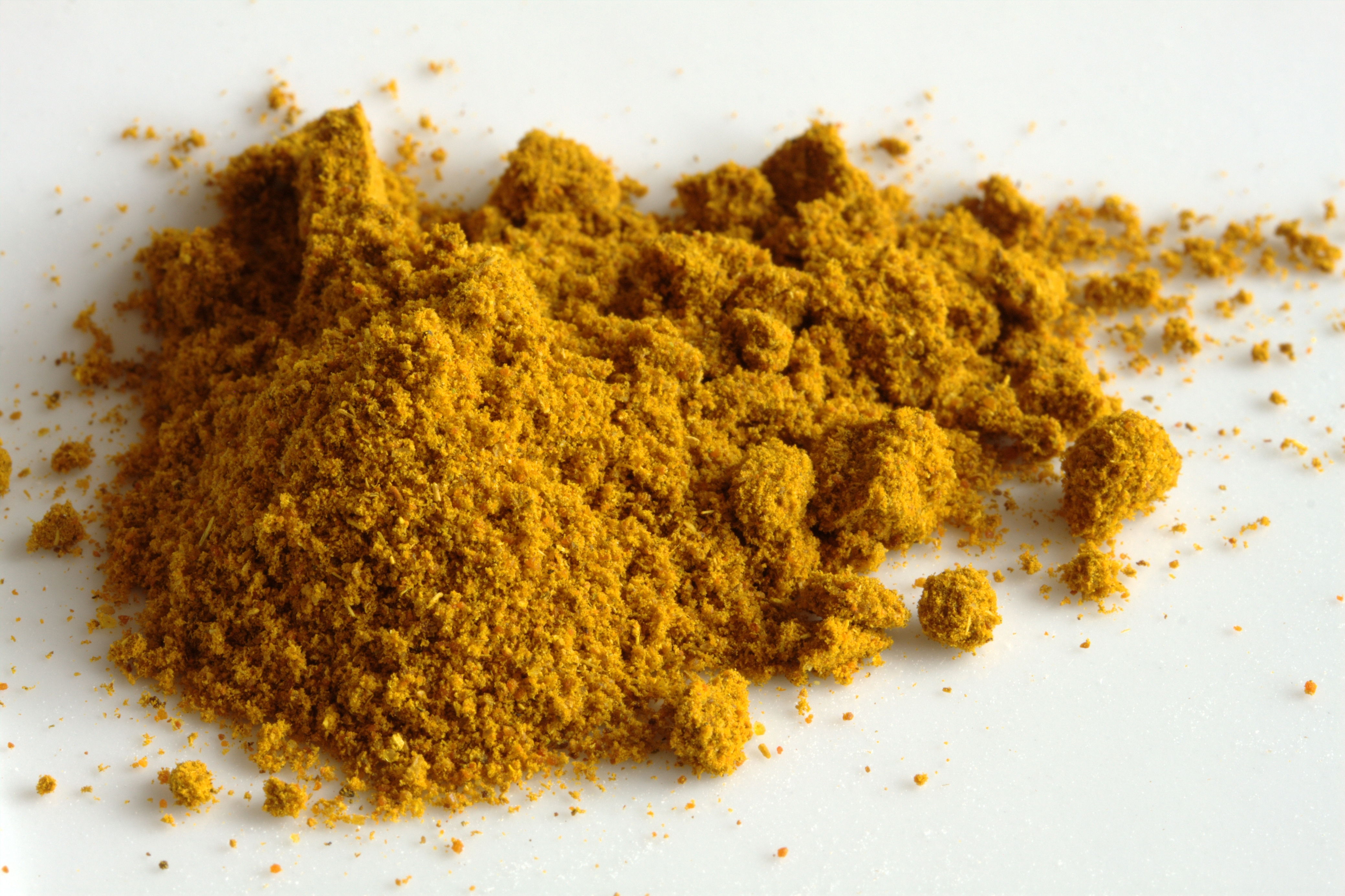
Polvere di curry

Per miscela di spezie si intende un prodotto ottenuto mescolando tra loro diversi tipi di spezie. Le miscele di spezie possono essere casalinghe o destinate alla grande distribuzione e ne esistono molte tipologie diverse.

## Masala
Nel subcontinente indiano le miscele di spezie vengono indicate con il termine masala (dall'hindi/urdu masalah, basato sull'arabo masalih). Solitamente i masala sono combinazioni di spezie essiccate (solitamente tostate a secco) o impasti (come il vindaloo masala) composti da varie spezie e altri ingredienti, spesso aglio, zenzero, cipolle, pasta di peperoncino e pomodoro. I masala sono spesso utilizzati in India per insaporire gli alimenti. Nei paesi occidentali vengono adoperati per preparare il chicken tikka masala, il pollo al curry e il masala chai.